# Tillandsia cuspidata
Tillandsia cuspidata är en gräsväxtart som beskrevs av Lyman Bradford Smith. Tillandsia cuspidata ingår i släktet Tillandsia och familjen Bromeliaceae. Inga underarter finns listade i Catalogue of Life.